# Imperfektum
Imperfektum (latin imperfectum tempus 'ufuldendt tid') = datid, en bøjningsform af verberne.
På dansk er det mere korrekt at tale om præteritum, men på latin og i de romanske sprog er der to forskellige datider, imperfektum, der betegner en handling i dens vorden, og perfektum, der betegner en handling som overskuet og tilendebragt. F.eks. latin edebat panem 'han var ved at spise et brød, han sad og spiste et brød over for edit panem 'han spiste/har spist brødet'.
En lignende forskel findes på engelsk mellem omskrivninger med to be + -ing på den ene side og de enkle former på den anden side: he was eating the bread ~ he ate/has eaten the bread. Græsk og de slaviske sprog har særlige verbalstammer, der udtrykker disse aspektforskelle (imperfektiv over for aorist/perfektiv).
På tysk (især sydtysk) skelnes der ligeledes mellem to datider:
Als ich in der Küche stand, ist Peter plötzlich reingekommen. Da jeg stod i køkkenet, kom Peter pludselig ind.
- stand: imperfektum - længerevarende datidig handling: stod
- ist reingekommen: perfektum - kortvarig datidig handling: kom

Her bruges perfektum til at betegne en datidig handling, der er kortvarig i forhold til den uafsluttede handling i imperfektum.